# Spirama voluta
Spirama voluta là một loài bướm đêm trong họ Erebidae.